# Heinrich Wenck
Heinrich Emil Charles Wenck (Aarhus, 10 marzo 1851 – Charlottenlund, 3 febbraio 1936) è stato un architetto danese.

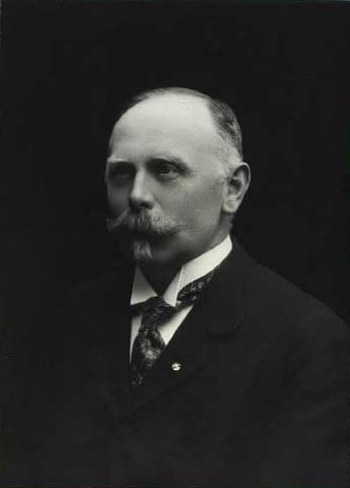
Ritratto di Heinrich Wenck nel 1927.

Noto anche per le numerose stazioni ferroviarie che progettò in qualità di capo architetto per le Ferrovie dello Stato danesi dal 1894 al 1921. Durante gli anni Wenck divenne titolare, la rete ferroviaria danese ha conosciuto una forte espansione e ha progettato circa 150 stazioni di cui 15 oggi elencate. Tra questi ci sono la stazione centrale di Copenaghen e le stazioni ferroviarie di Øresund, che sono esempi dei suoi stili nazionali romantici e storicisti. Dal 1903 fu professore titolare presso l'Accademia Reale Danese di Belle Arti di Copenaghen.

## Biografia
Heinrich Wenck nacque il 10 marzo 1851 ad Aarhus da Theodor Wenck, un ufficiale militare e in seguito generale à la suite che lavorò per i servizi stradali danesi, e da sua moglie Pacht. Frequentò la Royal Danish Academy of Fine Arts dal 1869 studiando sotto Ferdinand Meldahl e Christian Hansen, diplomandosi nel 1876. Nel 1878 vinse la piccola medaglia d'oro dell'Accademia per un progetto per una biblioteca in stile neo-gotico e ricevette una borsa di studio di viaggio che prese lui in Italia dal 1883 al 1885.
Dal 1882 Wenck è stato impiegato dalle Ferrovie dello Stato danesi. Ha lavorato per la prima volta sotto l'architetto capo Niels Peder Christian Holsøe ma dal 1891, quando Holsøe fu colpito da una malattia agli occhi, assunse gradualmente molte delle sue responsabilità con il titolo di Primo Architetto, prima di succedergli come Capo Architetto nel 1894. Il suo primo incarico importante era la stazione ferroviaria di Helsingør che ha progettato in collaborazione con Holsøe. Fu inaugurato il 24 ottobre 1891.
Dal 1895 al 1897 lavorò alle stazioni della ferrovia Øresund che collegava Copenaghen a Helsingør. Sono progettati in un favoloso stile romantico nazionale che trae ispirazione da Martin Nyrop. Wenck non ha progettato solo le stazioni vere e proprie, ma anche una serie di edifici correlati, come rimesse per le carrozze, uffici, alloggi per i lavoratori, case dei quadri, magazzini e servizi igienici. Con molte delle stazioni, il suo approccio è stato quello di Gesamtkunst secondo cui ha disegnato anche le insegne, le maniglie delle porte, i lampadari e gli affreschi dipinti. Le stazioni gli valsero la medaglia Eckersberg nel 1898.
Wenck si ritirò dalle Ferrovie dello Stato nel 1921 e fu sostituito da Knud Tanggaard Seest. Morì nel 1936 all'età di 84 anni.